# Liste der geschützten Landschaftsbestandteile im Landkreis Erding
Im Landkreis Erding gab es im Februar 2023 insgesamt 14 ausgewiesene geschützte Landschaftsbestandteile.

## Geschützte Landschaftsbestandteile
| Auwaldreste an der Dorfen                                                      | BW | LB-00232 | Oberding Zwei Teilflächen:  | ⊙ | 5,66 |              |
| Baumbestand auf FlNr. 404 Stadt Dorfen                                         | BW | LB-00345 | Dorfen                      | ⊙ |      |              |
| Birkenwaldparzellen bei Notzing                                                | BW | LB-00231 | Oberding Drei Teilflächen:  | ⊙ | 0,84 |              |
| Eschenallee bei Zengermoos                                                     | BW | LB-00235 | Moosinning                  | ⊙ |      |              |
| Feldgehölz in den Lußwiesen auf Fl. Nr.: 1929                                  | BW | LB-00227 | Finsing                     | ⊙ | 0,22 |              |
| Kiefern- und Laubwaldreste westl. Eicherloh                                    | BW | LB-00346 | Finsing Zwei Teilflächen:   | ⊙ | 0,18 |              |
| Lappen                                                                         | BW | LB-00228 | Fraunberg                   | ⊙ | 2,34 |              |
| Laubmischwäldchen bei Kemating                                                 | BW | LB-00229 | Isen                        | ⊙ | 1,21 |              |
| Linde auf dem Kreuzberg, Fl. Nr. 368/0, Gem. Niederneuching, Gemeinde Neuching | BW | LB-01681 | Neuching                    | ⊙ | 0,02 | 9. Feb. 2015 |
| Lohwälder Schwaigerloh                                                         | BW | LB-00234 | Oberding Sechs Teilflächen: | ⊙ | 6,25 |              |
| Moorbirke im Hinteren Finsinger Moos                                           | BW | LB-00226 | Finsing                     | ⊙ |      |              |
| Niedermoorreste im Isental östlich von Dorfen                                  | BW | LB-00224 | Dorfen                      | ⊙ | 3,83 |              |
| Pfeifengraswiese                                                               | BW | LB-00233 | Oberding                    | ⊙ | 0,96 |              |
| Roßkastanie in Aufkirchen auf Fl. Nr.: 2020 / 3                                | BW | LB-00230 | Oberding                    | ⊙ |      |              |
| Legende für Geschützter Landschaftsbestandteil                                 |    |          |                             |   |      |              |